# Játékkiegészítés
Játékkiegészítő csomag, röviden játékkiegészítés a szerepjátékokhoz vagy videójátékokhoz készült olyan kiegészítő, bővítő jellegű anyag, amelyet az eredeti játék kiadása után tettek elérhetővé a fejlesztők (pl. letölthetővé vagy adták kereskedelmi forgalomba), és célja pusztán a szórakozás lehetőségének növelése, a játékélmény fokozása és bővítése (nem tekinthetőek játékkiegészítésnek a játék esetleges programozási vagy szerkesztési hibáinak kiküszöbölésére alkotott javítócsomagok - patch-ek).
A kiegészítések sok mindent tartalmazhatnak, úgymint új pályákat, karaktereket, felhasználható játék-objektumokat, a történet bővítését, modokat, a dokumentáció (pl. játékleírás, súgó) bővítését, új felületeket stb.

## Fajtái

### Add-on
Apróbb kiegészítést jelent a játékokhoz: általában néhány új pályát vagy karaktert, vagy egy-két új fegyvert, varázslatot stb. Sok esetben ingyenesen letölthetővé teszik, ha nem, ára akkor is alacsonyabb az eredeti játéknál. Különböző játékgyártók különféleképp hívhatják az add-onjaikat: kiegészítő csomag (expansion pack), bónuszcsomag (bonus pack), etc. Az eredeti játék szükséges a felhasználásához.

### Kiegészítő folytatások
A folytatások olyan nagyobb kiegészítések a játékhoz, melyek továbbviszik a történetet, és számos új pályát és karaktert tartalmaznak.

#### Küldetéscsomag
A küldetéscsomagok (mission pack) olyan folytatások, melyek futtatásához szükséges az eredeti játékszoftver.

#### Önálló kiegészítő folytatások
Az ilyen folytatások tartalmaznak egy játékszoftvert is, így működésükhöz nem szükséges az eredeti játék. Sok esetben a régi játékot is majdnem teljes egészében tartalmazzák (pl. Age of Empires: The Rise of Rome v. Heroes of Might and Magic III: The Shadow of Death).
Nem minden folytatás kiegészítő jellegű. A kiegészítő folytatások általában csak bővítik az alaptörténetet, és épségben hagyják vagy alig változtatják meg a fájlrendszert, a grafikát, a játékmenetet és más hasonló alapvető jellemzőket (bár nem minden esetben, ld. Rise of Rome). A nem-kiegészítő folytatások gyökeres változást jelentenek a játékban: általában új alaptörténetet kezdenek (amely persze kapcsolatban van a régivel, többnyire - de nem mindig, ld. Quake II), vagy azt új korszakba helyezik, továbbá megújítják (általában tökéletesítik, és az eltelt idő által megnövekedett követelményekhez igazítják) a fájlrendszert, a grafikát stb. is: vagyis az új pályák, karakterek, modellek stb. nem használhatóak fel a játék előző epizódjában, és általában fordítva sem. Míg pl. a Rise of Rome egy kiegészítő jellegű folytatása (vagy, ha úgy tetszik, folytatás jellegű kiegészítése) volt az Age of Empires-nek, addig az az Age of Empires II: The Age of Kings a folytatása, de nem a kiegészítése.